# ホルト郡 (ミズーリ州)
ホルト郡（英: Holt County）は、アメリカ合衆国ミズーリ州の北西部に位置する郡である。2010年国勢調査での人口は4,912人であり、2000年の5,351人から8.2％減少した。郡庁所在地はオレゴン市（人口857人）であり、同郡で人口最大の都市はマウンドシティ市（人口1,159人）である。ホルト郡は1841年1月29日に組織化され、郡名はプラット郡出身のミズーリ州議会議員デイビッド・ライス・ホルト博士に因んで名付けられた。ホルトは1840年に死んでいた。

## 地理
アメリカ合衆国国勢調査局に拠れば、郡域全面積は469.05平方マイル (1,214.8 km2)であり、このうち陸地461.87平方マイル (1,196.2 km2)、水域は7.18平方マイル (18.6 km2)で水域率は1.53％である。

### 主要高規格道路
- 州間高速道路29号線
- アメリカ国道59号線
- アメリカ国道159号線
- ミズーリ州道111号線
- ミズーリ州道113号線
- ミズーリ州道118号線

### 隣接する郡
- アッチソン郡 - 北
- ノダウェイ郡 - 北東
- アンドリュー郡 - 南東
- ドニファン郡 (カンザス州) - 南
- ブラウン郡 (カンザス州) - 南西
- リチャードソン郡 (ネブラスカ州) - 西
- ネマハ郡 (ネブラスカ州) - 北西

## 人口動態
以下は2000年の国勢調査による人口統計データである。
| 基礎データ - 人口: 5,351人 - 世帯数: 2,237 世帯 - 家族数: 1,503 家族 - 人口密度: 4人/km2（12人/mi2） - 住居数: 2,931軒 - 住居密度: 2軒/km2（6軒/mi2） 人種別人口構成 - 白人: 98.47% - アフリカン・アメリカン: 0.11% - ネイティブ・アメリカン: 0.47% - アジア人: 0.07% - 太平洋諸島系: 0.02% - その他の人種: 0.11% - 混血: 0.75% - ヒスパニック・ラテン系: 0.39% 年齢別人口構成 - 18歳未満: 23.8% - 18-24歳: 6.5% - 25-44歳: 24.4% - 45-64歳: 23.9% - 65歳以上: 21.5% - 年齢の中央値: 42歳 - 性比（女性100人あたり男性の人口） - 総人口: 97.7 - 18歳以上: 92.8 | 世帯と家族（対世帯数） - 18歳未満の子供がいる: 28.2% - 結婚・同居している夫婦: 57.3% - 未婚・離婚・死別女性が世帯主: 6.1% - 非家族世帯: 32.8% - 単身世帯: 29.7% - 65歳以上の老人1人暮らし: 16.7% - 平均構成人数 - 世帯: 2.35人 - 家族: 2.91人 収入と家計 - 収入の中央値 - 世帯: 29,461米ドル - 家族: 35,685米ドル - 性別 - 男性: 26,966米ドル - 女性: 17,846米ドル - 人口1人あたり収入: 15,876米ドル - 貧困線以下 - 対人口: 13.0% - 対家族数: 10.5% - 18歳未満: 15.9% - 65歳以上: 11.9% |

## 都市と町
| - ビッグレイク - ビゲロウ - コーニング | - クレイグ - フォーブス - フォレストシティ | - フォーテスキュー - メイトランド - マウンドシティ | - ニューポイント - オレゴン - 郡庁所在地 |

## 政治

### 地方
ホルト郡の地方レベルでは共和党が大半の政治を支配しており、郡の選挙で選ばれる役職は1人を除いて独占している。

### 国政

#### 2008年大統領予備選挙
2008年の大統領予備選挙で、ホルト郡は二大政党の候補者をどちらも州全体と全国で二位に終わった者を選んだ。民主党の予備選挙ではヒラリー・クリントンが1位となり、さらに共和党予備選挙で各候補に投じられた票数よりも多かった。

## 観光地
- スコークリーク国立野生生物保護区
- ビッグ湖州立公園、ビッグレイク市
- セントジョンズ福音派ルーテル教会、コーニング市